# Csápor

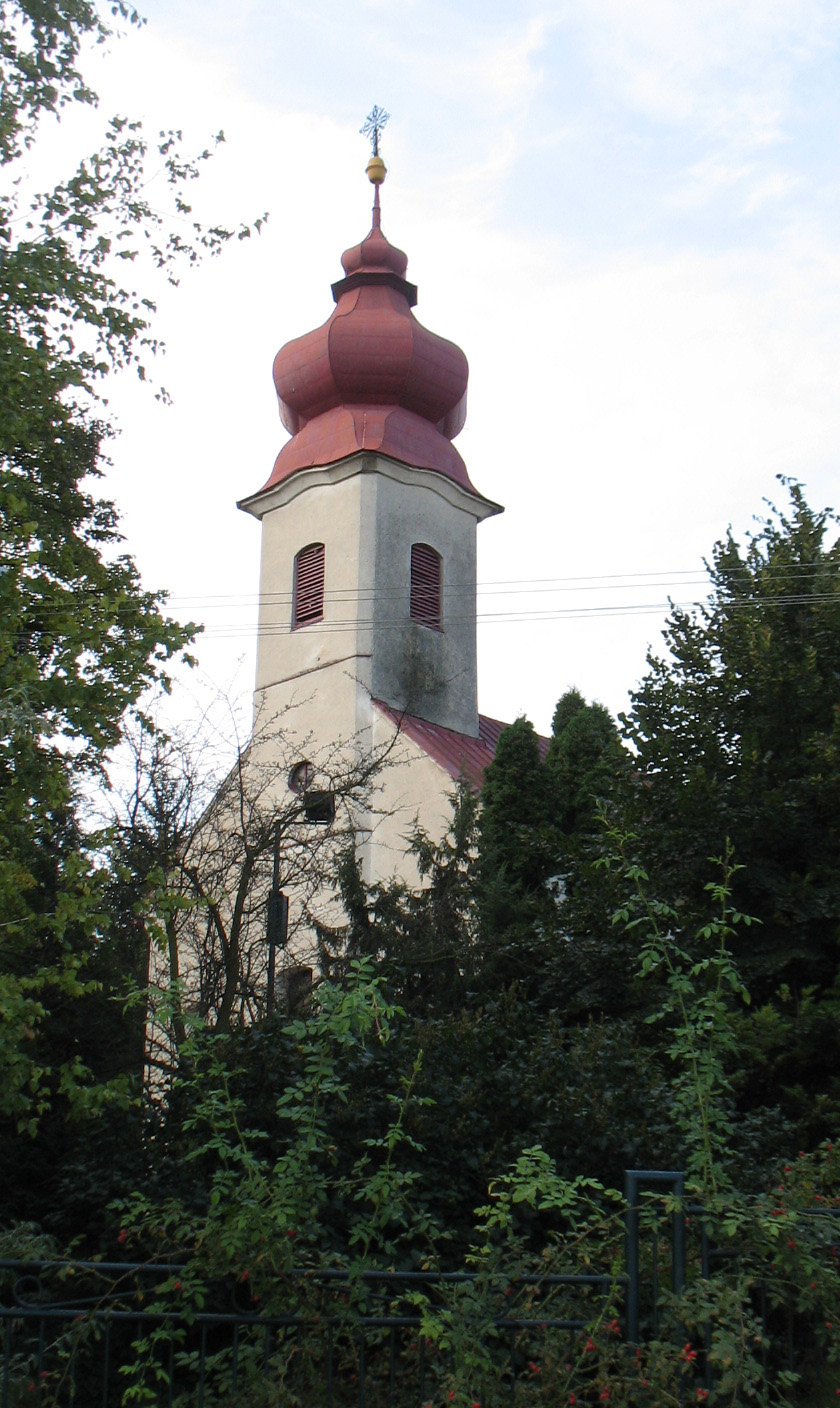
Csápor temploma

Csápor (szlovákul Čápor) Cabajcsápor településrésze, egykor önálló falu Szlovákiában, a Nyitrai kerületben, a Nyitrai járásban.

## Fekvése
Nyitrától 7 km-re délnyugatra fekszik.

## Története
Területén a korai bronzkorban a hallstatti kultúra települése állt. A római korból hamvasztásos barbár sírokat tártak itt fel. 1879 októberében 34 db bécsi dénárt és fillért találtak, melyek a Nyitrai Piarista Gimnázium régiséggyűjteményébe kerültek.
1156-ban Cipur néven említik először. Neve a szláv čapur (= törzs) főnévből származik. 1248-ban "Chapor" néven bukkan fel a neve, a nyitrai vár tartozéka volt. A 16. századtól a nyitrai püspökség mocsonoki uradalmának része. 1715-ben szőlőskertje és 19 háztartása volt. 1752-ben 107 család élt a községben. 1787-ben 89 háza és 474 lakosa volt, a kamarához tartozott. 1828-ban 94 házában 659 lakos élt. Lakói mezőgazdasággal, kosárfonással, szalmakalap és seprűkészítéssel foglalkoztak.
Vályi András szerint "CSAPOR. Tót falu Nyitra Vármegyében, földes ura a’ Királyi Kamara, vagy a’ Nyitrai Püspökség, lakosai katolikusok, 375fekszik Nyitratól 3/4. mértföldnyire. Határja középszerű, fája valamint tűzre, úgy épűletre is elég, legelője hasonlóképen, szőlő hegye sovány, malma nints, második Osztálybéli."
Fényes Elek szerint "Csapor, tót falu, Nyitra vgyében, Mocsonokhoz 1/2 mfdnyire. 648 kath., 5 zsidó lak. kath. paroch. templommal. Határa dombos; erdeje, gyümölcse bőven. F. u. a nyitrai püspök. Ut. p. Nyitra.
" 
A trianoni békeszerződésig Nyitra vármegye Nyitrai járásához tartozott.

## Népessége
1910-ben 942, túlnyomórészt szlovák anyanyelvű lakosa volt.
2001-ben Cabajcsápor 3424 lakosából 3351 szlovák volt.

## Nevezetességei
- Római katolikus temploma felújítására Gusztinyi János püspök nagyobb összeget hagyott.[5] A mai templom 1780-ban épült klasszicista stílusban. Tornya 1803-ban készült.

## Híres személyek
- Itt született 1858-ban Machovich Gyula teológiai doktor és plébános.
- Itt született 1909-ben Ján Domasta szlovák író.
- Itt szolgált Zongor József plébános, gimnáziumi tanár, iskolaigazgató.